# STS-41-D
STS-41-D var Discoverys første rumfærge-mission.
Opsendt 30. august 1984 og vendte tilbage den 5. september 1984.
Missionen satte tre kommunikationssatellitter i kredsløb Business System SBS-D, SYNCOM IV-2 (LEASAT2) og TELSTAR 3-C. Discovery afprøvede desuden et 31 x 4 m solpanel til brug for fremtidige rumstationer. Sammenfoldet var det 18 cm tykt. McDonnell Douglasingeniøren Charles Walker udførte elektroforeseeksperimenter om bord. Selvom Walker ikke var NASA-astronaut, fløj han endnu to rumflyvninger (STS-51D og -61B).

## Besætning
- Henry W. Hartsfield (kaptajn)
- Michael L. Coats (pilot)
- Judith A. Resnick (1. missionsspecialist)
- Steven A. Hawley (2. missionsspecialist)
- Richard M. Mullane (3. missionsspecialist)
- Charles D. Walker (civilingeniør fra McDonnell Douglas)